# Anastasie Obregia
Anastasie Obregia (n. 1864 – d. 1937) a fost un chimist român, profesor în cadrul Facultății de Chimie, Universitatea „Alexandru Ioan Cuza” din Iași. Se remarcă prin cercetări în domeniul chimiei organice. Anastasie Obregia este fratele lui Alexandru Obregia.
S-a născut la Iași. Studiile liceale le face la Liceul Național. După încheierea acestora, pleacă la Zürich, pentru a studia ingineria. În 1891, susține lucrarea de doctorat, cu titlul Asupra acțiunii cianurii de potasiu asupra cetonelor monohalogenate, în care aduce contribuții originale asupra sintezei anumitor compuși heterociclici. Întors de la studii, în 1892, ocupă catedra de chimie organică, creată prin scindarea catedrei de chimie a profesorului Petru Poni. În 1903, introduce cursul de Tehnologia petrolului, iar în 1906 un curs de Chimie tehnologică.
Profesorul Obregia a studiat numeroase probleme de chimie organică, din diferite domenii, incluzând stereoizomeria, sinteza coloranților și chimia tehnologică. A dezvoltat o teorie asupra încatenării atomilor, bazată pe variabilitatea afinității cu care diferite elemente se unesc într-o moleculă, și a imaginat o serie de noi aparate și ustensile de laborator. În 1897, odată cu mutarea Universității în noua clădire, organizează un laborator nou, modern echipat.